# Odbojka na OI 2012.
Odbojka na OI 2012. u Londonu održavala se od 28. srpnja do 12. kolovoza. Utakmice u dvoranskoj odbojci igrane su u Earls Court Exhibition Centru u zapadnom Londonu dok je turnir u odbojci na pijesku igran u Gardijskom konjičkom manježu (eng.: Horse Guards Parade)

## Dvoranska odbojka

### Muški turnir
| Skupina A                                                                        | Skupina B                                           |
| -------------------------------------------------------------------------------- | --------------------------------------------------- |
| - Ujedinjeno Kraljevstvo - Poljska - Italija - Argentina - Bugarska - Australija | - Brazil - Rusija - SAD - Srbija - Njemačka - Tunis |

### Ženski turnir
| Skupina A                                                                            | Skupina B                                                 |
| ------------------------------------------------------------------------------------ | --------------------------------------------------------- |
| - Ujedinjeno Kraljevstvo - Italija - Japan - Rusija - Dominikanska Republika - Alžir | - SAD - Brazil - NR Kina - Srbija - Turska - Južna Koreja |

## Odbojka na pijesku
| Rang | Ekipa                                    | Država                 |
| ---- | ---------------------------------------- | ---------------------- |
| 1.   | Alison Cerutti – Emanuel Rego            | Brazil                 |
| 2.   | Phil Dalhausser – Todd Rogers            | SAD                    |
| 3.   | Julius Brink – Jonas Reckermann          | Njemačka               |
| 4.   | Jake Gibb – Sean Rosenthal               | SAD                    |
| 5.   | Reinder Nummerdor – Richard Schuil       | Nizozemska             |
| 6.   | John Garcia Thompson – Steve Grotowski   | Ujedinjeno Kraljevstvo |
| 7.   | Pedro Cunha – Ricardo Santos             | Brazil                 |
| 8.   | Jonathan Erdmann – Kay Matysik           | Njemačka               |
| 9.   | Grzegorz Fijałek – Mariusz Prudel        | Poljska                |
| 10.  | Wu Penggen – Xu Linyin                   | NR Kina                |
| 11.  | Adrián Gavira – Pablo Herrera            | Španjolska             |
| 12.  | Jefferson Bellaguarda – Patrick Heuscher | Švicarska              |
| 13.  | Daniele Lupo – Paolo Nicolai             | Italija                |
| 14.  | Petr Beneš – Přemysl Kubala              | Češka                  |
| 15.  | Sébastien Chevallier – Sascha Heyer      | Švicarska              |
| 16.  | Aleksandrs Samoilovs – Ruslans Sorokins  | Latvija                |
| 17.  | Mārtiņš Pļaviņš – Jānis Šmēdiņš          | Latvija                |
| 18.  | Tarjei Skarlund – Martin Spinnangr       | Norveška               |
| 19.  | Josh Binstock – Martin Reader            | Kanada                 |
| 20.  | Igor Hernández – Jesus Villafañe         | Venezuela              |
| 21.  | Freedom Chiya – Grant Goldschmidt        | JAR                    |
| 22.  | Sergey Prokopiev – Konstantin Semenov    | Rusija                 |
| 23.  | Kentaro Asahi – Katsuhiro Shiratori      | Japan                  |
| 24.  | Clemens Doppler – Alexander Horst        | Austrija               |

| Rang | Ekipa                                    | Država                 |
| ---- | ---------------------------------------- | ---------------------- |
| 1.   | Juliana Felisberta – Larissa França      | Brazil                 |
| 2.   | Xue Chen – Zhang Xi                      | NR Kina                |
| 3.   | Misty May-Treanor – Kerri Walsh Jennings | SAD                    |
| 4.   | Jennifer Kessy – April Ross              | SAD                    |
| 5.   | Maria Antonelli – Talita Antunes         | Brazil                 |
| 6.   | Zara Dampney – Shauna Mullin             | Ujedinjeno Kraljevstvo |
| 7.   | Greta Cicolari – Marta Menegatti         | Italija                |
| 8.   | Sara Goller – Laura Ludwig               | Njemačka               |
| 9.   | Sanne Keizer – Marleen van Iersel        | Nizozemska             |
| 10.  | Kristýna Kolocová – Markéta Sluková      | Češka                  |
| 11.  | Simone Kuhn – Nadine Zumkehr             | Švicarska              |
| 12.  | Katrin Holtwick – Ilka Semmler           | Njemačka               |
| 13.  | Lenka Háječková – Hana Klapalová         | Češka                  |
| 14.  | Vassiliki Arvaniti – Maria Tsiartsiani   | Grčka                  |
| 15.  | Doris Schwaiger – Stefanie Schwaiger     | Austrija               |
| 16.  | Elsa Baquerizo – Liliana Fernández       | Španjolska             |
| 17.  | Louise Bawden – Becchara Palmer          | Australija             |
| 18.  | Ekaterina Khomyakova – Evgenia Ukolova   | Rusija                 |
| 19.  | Marie-Andrée Lessard – Annie Martin      | Kanada                 |
| 20.  | Madelein Meppelink – Sophie van Gestel   | Nizozemska             |
| 21.  | Ana Gallay – María Zonta                 | Argentina              |
| 22.  | Natalie Cook – Tamsin Hinchley           | Australija             |
| 23.  | Anastasia Vasina – Anna Vozakova         | Rusija                 |
| 24.  | Natacha Rigobert – Elodie Li Yuk Lo      | Mauricijus             |

## Osvajači odličja
| Kategorija         | Zlato                                        | Srebro                               | Bronca                                     |
| Muškarci (dvorana) | Rusija                                       | Brazil                               | Italija                                    |
| Žene (dvorana)     | Brazil                                       | SAD                                  | Japan                                      |
| Muškarci (pijesak) | Njemačka Julius Brink i Jonas Reckermann     | Brazil Alison Cerutti i Emanuel Rego | Latvija Mārtiņš Pļaviņš i Jānis Šmēdiņš    |
| Žene (pijesak)     | SAD Misty May-Treanor i Kerri Walsh Jennings | SAD Jennifer Kessy i April Ross      | Brazil Juliana Felisberta i Larissa França |

## Vanjske poveznice
- Službene stranice Olimpijskih igara  Arhivirana inačica izvorne stranice od 28. veljače 2013. (Wayback Machine)
- Federation Internationale de Volleyball službena stranica